# Björn Andrésen
Björn Johan Andrésen (Estocolmo, 26 de enero de 1955), conocido como Björn Andrésen, es un actor y músico sueco. Se hizo conocido por el papel de Tadzio en la película Muerte en Venecia, dirigida por Luchino Visconti basado en la novela corta La muerte en Venecia, de Thomas Mann.

## Biografía
Björn Andrésen nació el 26 de enero de 1955 en Estocolmo, Suecia.Su padre nunca ha sido identificado y su madre, Barbo Elisabeth Andrésen, se suicidó cuando él tenía 10 años de edad.
Fue criado por sus abuelos maternos, parte de su educación fue en un internado en Dinamarca. Asistió a la Escuela de Música Adolf Fredrik. En 1970, a los quince años, fue elegido para el papel de Tadzio en Muerte en Venecia, dirigida por Luchino Visconti. En su momento, la película no fue un éxito de taquilla, pero Andrésen llamó la atención por su actuación como Tadzio, el joven y hermoso muchacho polaco con quien se obsesiona el protagonista, Gustav von Aschenbach (Dirk Bogarde), inspirado en el noble polaco Wladyslaw Moes. 
Andrésen posteriormente describió su incomodidad con respecto a su papel en Muerte en Venecia y su director Luchino Visconti: "cuando la veo ahora, puedo ver cómo el hijo de puta me sexualizó." En el momento del estreno de la película, circularon rumores en los Estados Unidos sobre una posible homosexualidad de Andrésen (ya que el papel exigía que apareciera intercambiando miradas románticas con el protagonista y, en otra ocasión, que fuera besado y acariciado por otro adolescente), cosa que él negó enfáticamente. Tras el estreno de la película, Visconti presionó a Andrésen para que acudiera a un club gay, donde se sintió incómodo por las miradas fijas de hombres adultos; Andrésen describió más tarde la experiencia como «un infierno».

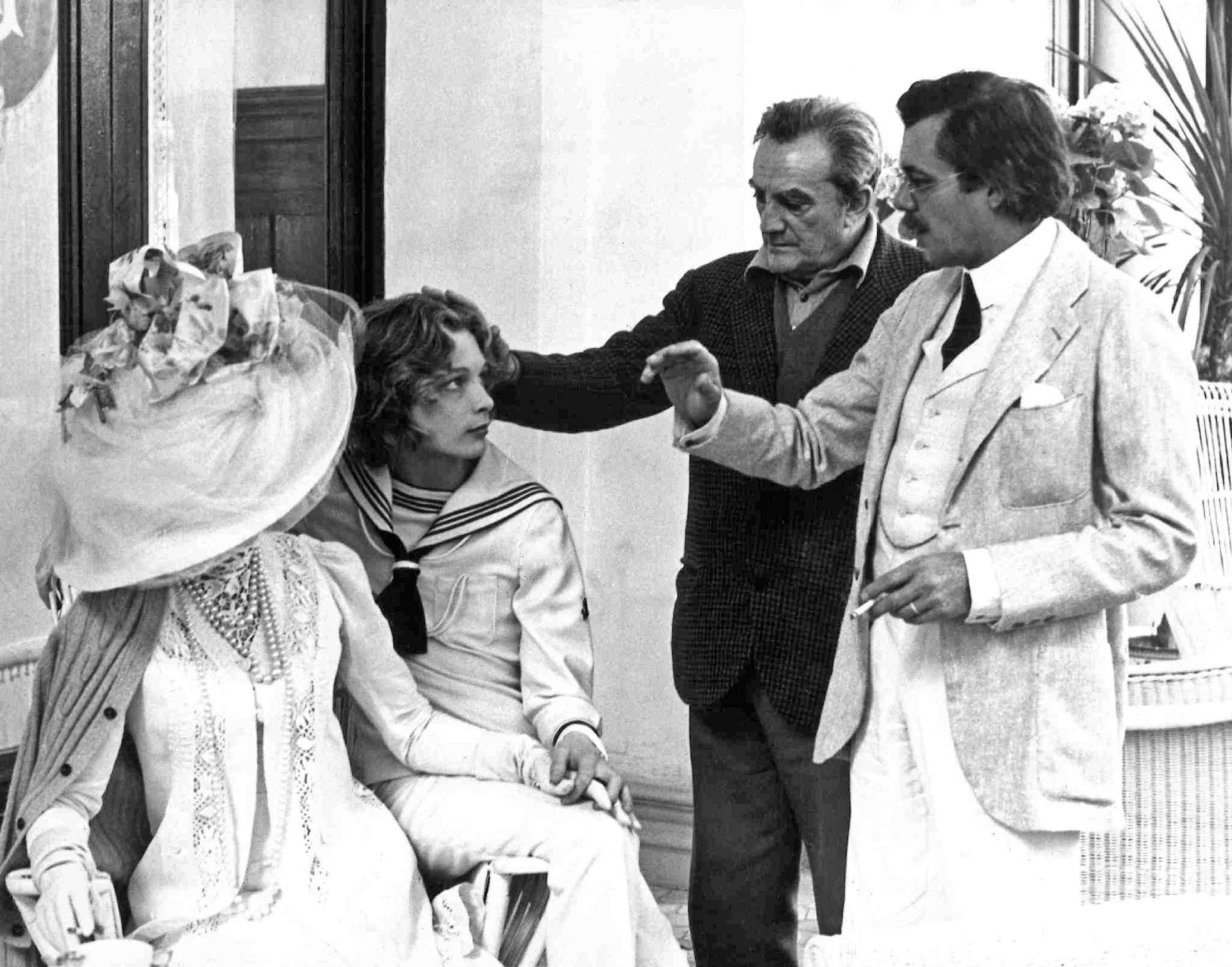
De izquierda a derecha, Silvana Mangano, Björn Andrésen, Luchino Visconti y Dirk Bogarde

Después de Muerte en Venecia, Andrésen pasó un tiempo en Japón, donde la película había sido muy popular. Allí trabajó en una serie de anuncios de televisión y grabó dos canciones. Se dice que su papel de Tadzio en la película influyó a muchos artistas de anime japonés, especialmente a Keiko Takemiya. Deseoso de disipar los rumores acerca de su sexualidad y de deshacerse de su imagen de «niño bonito», Andrésen rechazó otros papeles de homosexual. En 2003, Andrésen se enojó porque la escritora feminista Germaine Greer había utilizado, sin su consentimiento, una fotografía suya en la portada de su libro The Beautiful Boy. Aunque Greer le había pedido permiso al fotógrafo David Bailey (dueño de los derechos de la imagen) antes de publicar el libro, Andrésen comentó que, cuando se usa la imagen de alguien, se le debe de informar, por más que los derechos de autor pertenezcan a otra persona. Agregó que, si Green le hubiera preguntado, le habría dicho que no.
Andrésen ha trabajado en varias películas más, como Pelikaanimies (2004), Kojan (1992), Smugglarkungen (1985) y Midsommar (2019). Es, además, músico profesional y fue tecladista del grupo de dansband Sven Erics.
Andrésen reside en Estocolmo. Tiene una hija, Robine (n. 1984), con su esposa, la poeta Susanna Roman. Andrésen y su esposa Susanna tuvieron otro hijo, un varón llamado Elvin, quien murió de síndrome de muerte súbita del lactante a los 9 meses de edad. Andrésen cayó en una larga depresión tras la muerte de su hijo. En una entrevista en 2020, Andrésen afirmó que cree que volverá a encontrarse con su hijo «en el más allá». Andrésen tiene dos nietos, un niño y una niña.